# Instow
Instow ist ein Dorf im Norden der Grafschaft Devon, England mit circa 1500 Einwohnern.

## Lage
Instow liegt an einer Bucht, in der River Taw und River Torridge zusammenfließen, gegenüber der Ortschaft Appledore. Vom offenen Meer ist Instow etwa drei Kilometer entfernt. Diese Lage hat zur Folge, dass am Strand von Instow fast kein Seegang existiert, allerdings ein sehr starker Tidenhub. Die Bucht wird für unterschiedliche Formen des Wassersports – insbesondere Segeln und Surfen – genutzt. Zum Baden ist sie aufgrund der starken Gezeitenströmungen und der geringen Wasserqualität weniger geeignet.

## Stellwerk
Instow wurde 1855 an das englische Eisenbahnnetz angeschlossen. Der Betrieb endete allerdings 1982, und die Gleise wurden 1985 entfernt. Erhalten blieb nur das um 1880 erbaute Stellwerk. Aufgrund seines Alters wurde es als erstes Stellwerk in England unter Denkmalschutz gestellt.